# Таверна Мањано (Потенца)
Таверна Мањано (итал. Taverna Magnano) је насеље у Италији у округу Потенца, региону Базиликата.
Према процени из 2011. у насељу је живело 20 становника. Насеље се налази на надморској висини од 608 м.